# Mario Maellaro

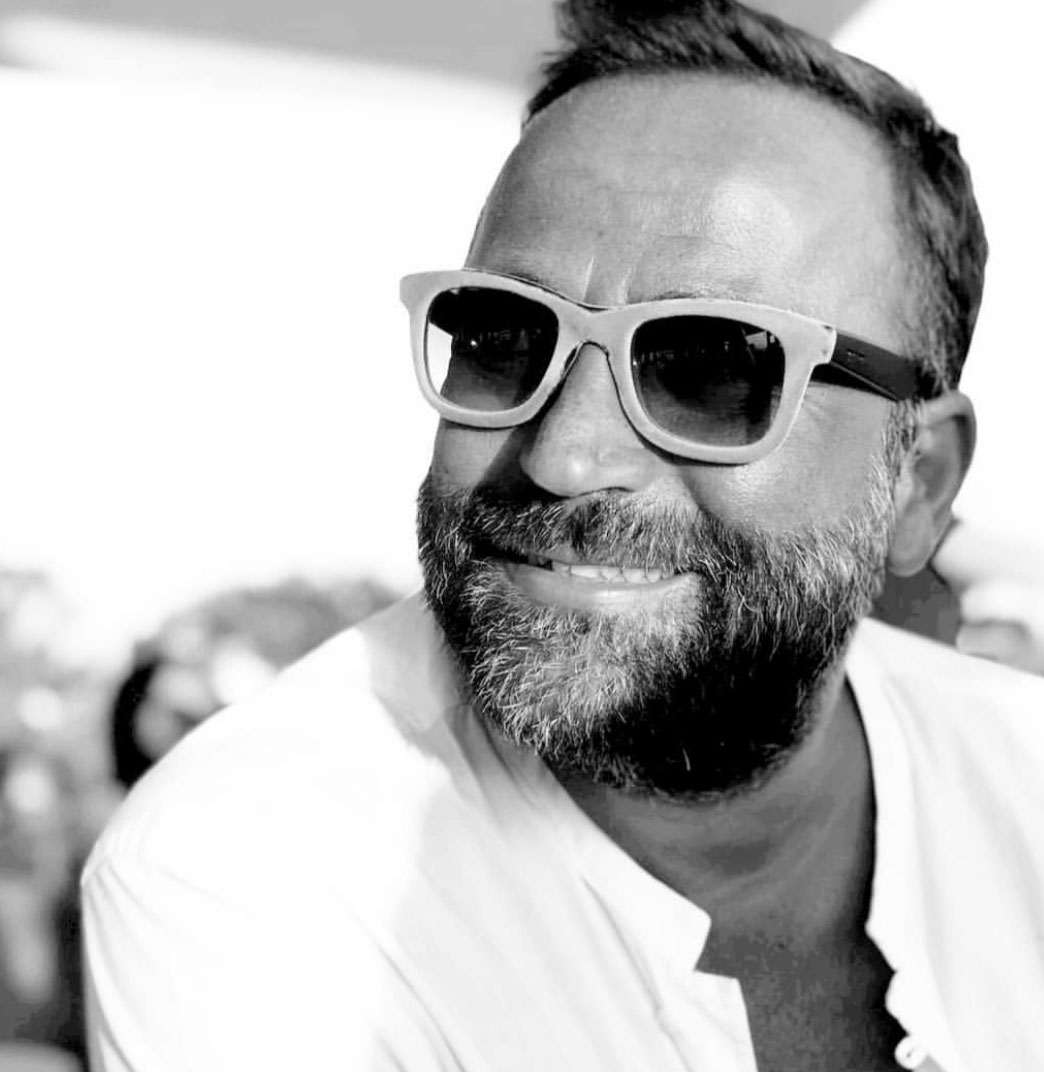
Mario Maellaro

Mario Maellaro (Alberobello, 25 novembre 1974) è un regista televisivo italiano.

## Biografia
La sua passione per la regia si manifesta fin dai primi anni di vita quando comincia a costruire piccole telecamere in legno nel laboratorio di falegnameria del padre.
Inizia la propria carriera nel 1992 con eventi multimediali legato al mondo dell’editoria, della moda e dello spettacolo.
Nel 2000 si avvicina alle produzioni televisive collaborando con numerose emittenti nazionali dello spettacolo,.
Dopo una lunga parentesi milanese, nel 2008 si trasferisce a Roma dove inizia a collaborare con Mediaset.
Ha diretto programmi televisivi e spot pubblicitari per Mediaset, Rai, LA7, Discovery, Tv2000, Sportitalia, Odeon Tv, Alice, Alma TV, Canale Italia e Gold TV,.
Dal 2010 collabora regolarmente con Mediaset per Avanti un altro! e Ciao Darwin con Paolo Bonolis e Luca Laurenti.
Ad oggi ha firmato 4 importanti docufilm: "Non Far Rumore" e "Il Terremoto - Irpinia 1980" per Rai3, il pluripremiato "Grande Slam" per Rai Sport e "Un Anno Straordinario" per Rai2 insieme a Jacopo Volpi.
Nel 2022, grazie ad un accordo di partnership, ha girato il video dell’AS Roma “Esperienze Romane”

## Regie televisive
- 1X1 (2009) – Tv2000

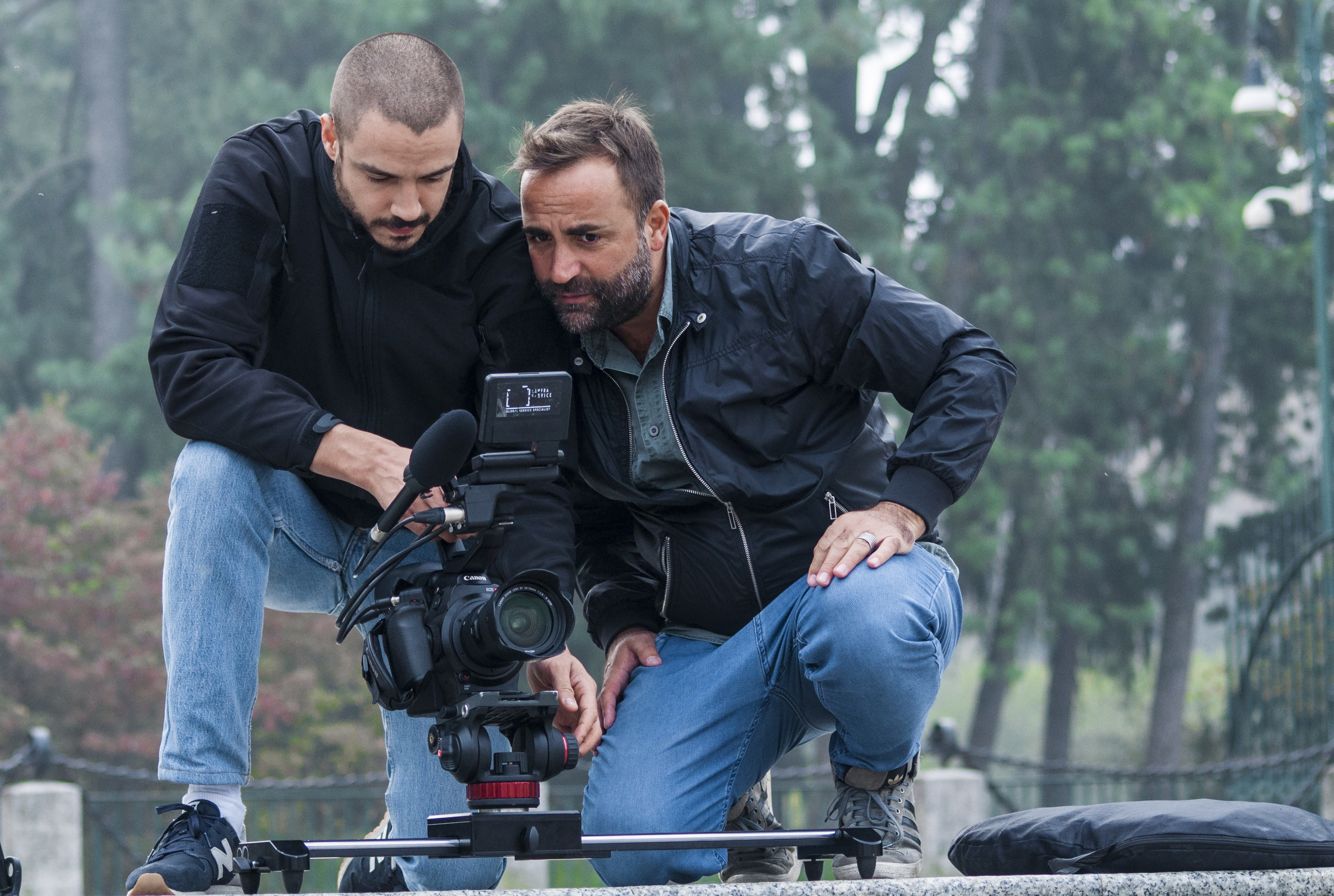
Mario Maellaro durante alcune riprese

- Ricette all'italiana con Davide Mengacci (2015) – Rete4
- Festival Ballet (2014-2018) – Sportitalia
- Concerti Musica Classica (2015-2017) – Sky Classica HD
- Tacco 12 (2016) – LA7
- Bellezze in bicicletta (2016) – LA7
- Undergames (2016) – DeA Kids Sky
- Game Show (2017) con Enrico Silvestrin – Produzione Titanus[12]
- Storyboard (2017) – Sportitalia
- Mi manda Raitre (2017-2019) con Salvo Sottile – Rai 3[13]
- Grand Tour d’Italia con Alessia Ventura (2016) e Lucilla Agosti (2018) – Rete 4[1]
- Giornata del cinema lucano (2018-2019) – Rai 1[14] e Rai 2[15]
- Il Boss delle Pizze con Carolina Rey (2019) e Janet De Nardis (2020) – Alice TV
- Snaps con Roly Kornblit (Sportitalia, 2020)[16]
- Marateale (2020) con Veronica Maya – Rai2[15]
- Chef in campo con Anthony Peth – Sportitalia (2020)[17] Alma TV Food (2021-2022)[18][19][20][3][21]
- Marateale la notte del cinema con Veronica Maya (2021) - Rai 2[22][23][24][25]
- Calciomercato (2022) - Sportitalia[26][27]
- Vip4Padel (Sportitalia, 2024)

## Filmografia
- Non Far Rumore (2019) – Rai 3[6]
- Il Terremoto - Irpinia 1980 (2020) – Rai 3[7]
- Il Grande Slam - Generazione di fenomeni con Jacopo Volpi (2020) – Rai Sport[28][29][8][30]
- Un anno straordinario con Jacopo Volpi (2023) – Rai 2 e Rai Sport[9][31]

## Videoclip
- Danza di Sara Galimberti con Alice Bellagamba e Pasquale Di Nuzzo (2015)[32]
- Ore Ore colonna sonora del Film Beata Ignoranza (2017)[33]
- Mi chiamo Unica di Olimpia Simone (2019)[34]
- Onorevole Natale con molti esponenti della politica italiana (2019)[35]

## Riconoscimenti
- 2017 – Premiato al Festival Internazionale “Tulipani di seta nera”[13]
- 2019 – Menzione speciale all' XI International Fest Roma Film Corto[36][37]
- 2019 – Menzione speciale della Giuria al 18 ° zoom Festival Internazionale della Catalogna[38][39]
- 2020 – Menzione speciale del Consolato Generale d'Italia a Zurigo[40][41][42]
- 2020 – Medaglia di Bronzo al 39th International Grand Prix for Author's documentary 2020[43]
- 2021 – Premio “Jorge Garcia Badaracco – Fondazione Maria Elisa Mitre” allo Spiraglio Film Festival come miglior lungometraggio[44][45][46][47][48]
- 2021 – Paladino D'Oro quale miglior corto al "Sportfilmfestival"[49][50][51]
- 2022 - Award per la televisione all'Ecology Awards [52][53]
- 2023 – Paladino D'Oro quale Best Direction al "Sportfilmfestival"[54][55]